# Museo de Bellas Artes de Gotemburgo
El Museo de Bellas Artes de Gotemburgo (en sueco: Göteborgs konstmuseum) es un museo de arte situado en la plaza de Götaplatsen de Gotemburgo (Suecia).

## Colecciones
El museo alberga una de las mejores colecciones del mundo de arte nórdico de finales del siglo XIX. Destaca la lujosamente decorada Galería Fürstenberg, que recibe su nombre en honor al importante donante de arte Pontus Fürstenberg y su esposa Göthilda. Entre los artistas con obras en exhibición se encuentran P. S. Krøyer, Carl Larsson, Bruno Liljefors, Edvard Munch y Anders Zorn.
El museo también alberga arte antiguo y contemporáneo, tanto nórdico como internacional. La colección incluye, por ejemplo, a Monet, Picasso y Rembrandt. Está galardonado con tres estrellas en la Guía Michelin.

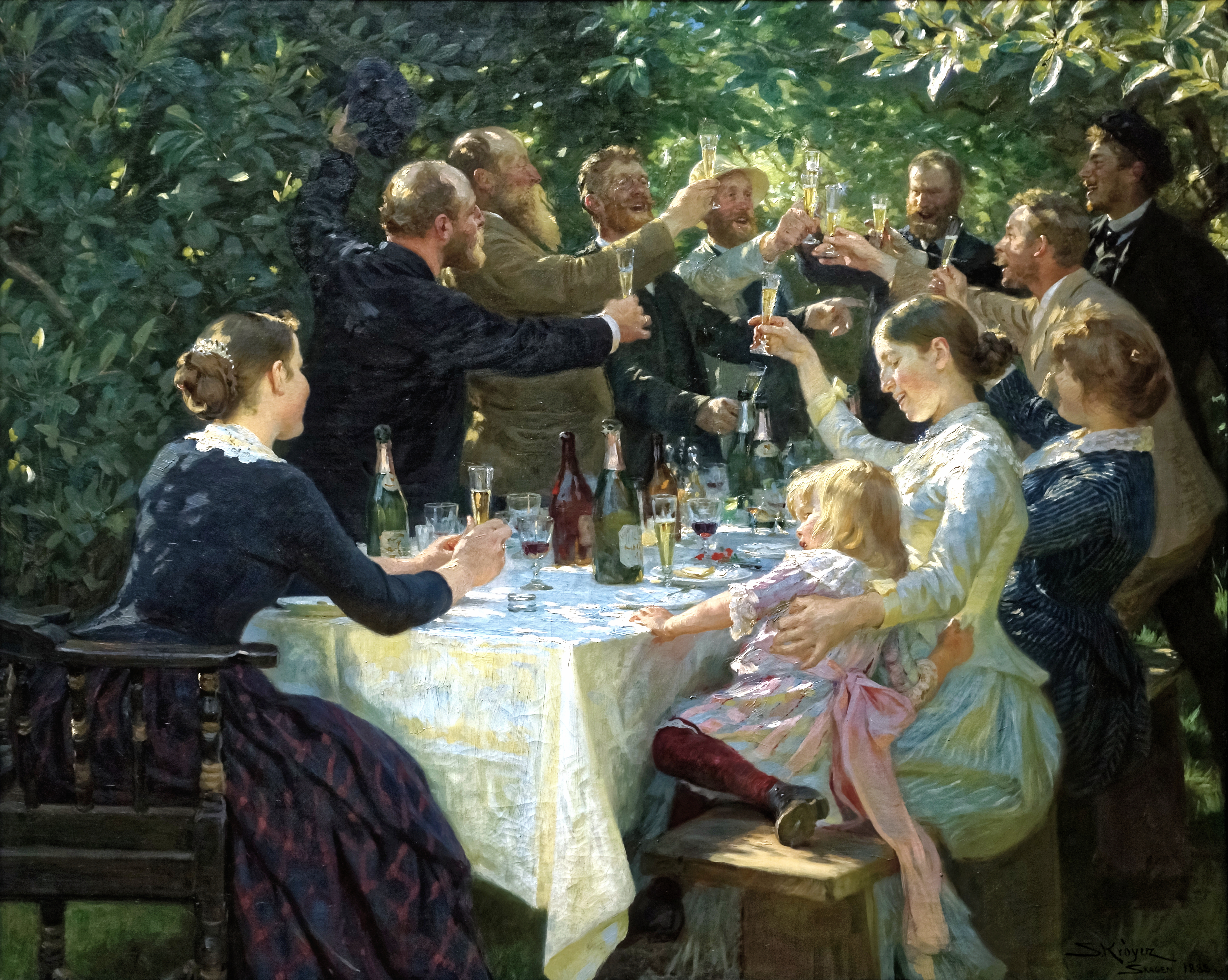
Hip, hip, hurra! de P. S. Krøyer.
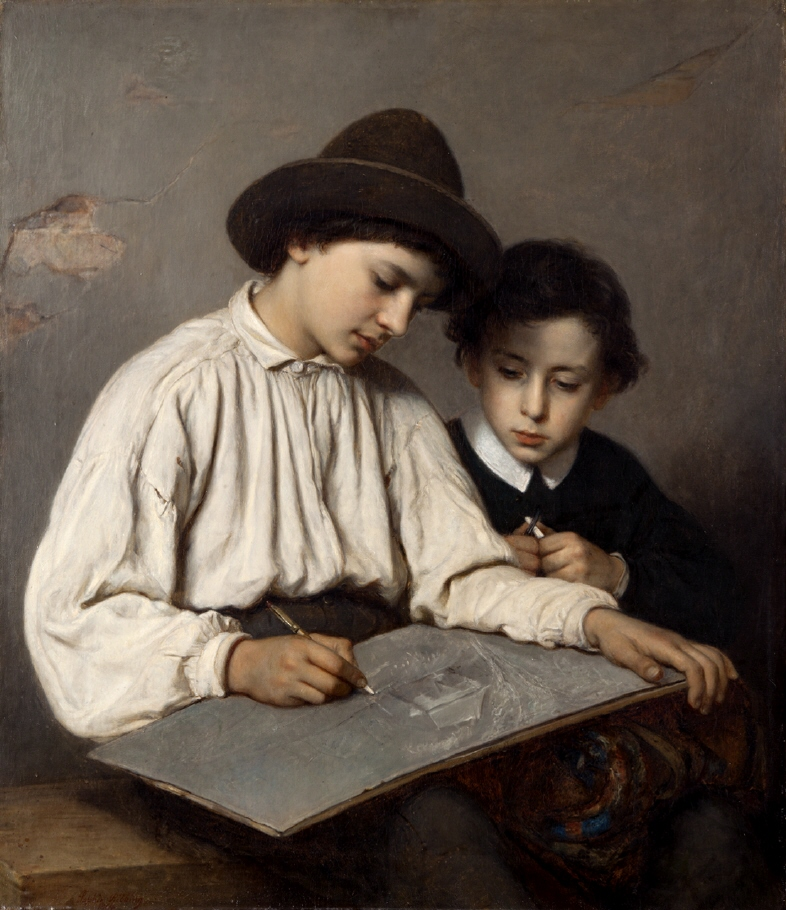
Chicos dibujando de Sofie Ribbing.
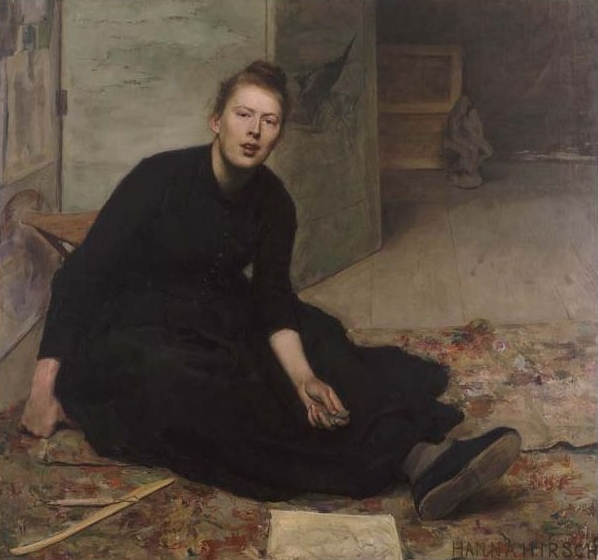
Retrato de Venny Soldan-Brofeldt de Hanna Hirsch-Pauli.
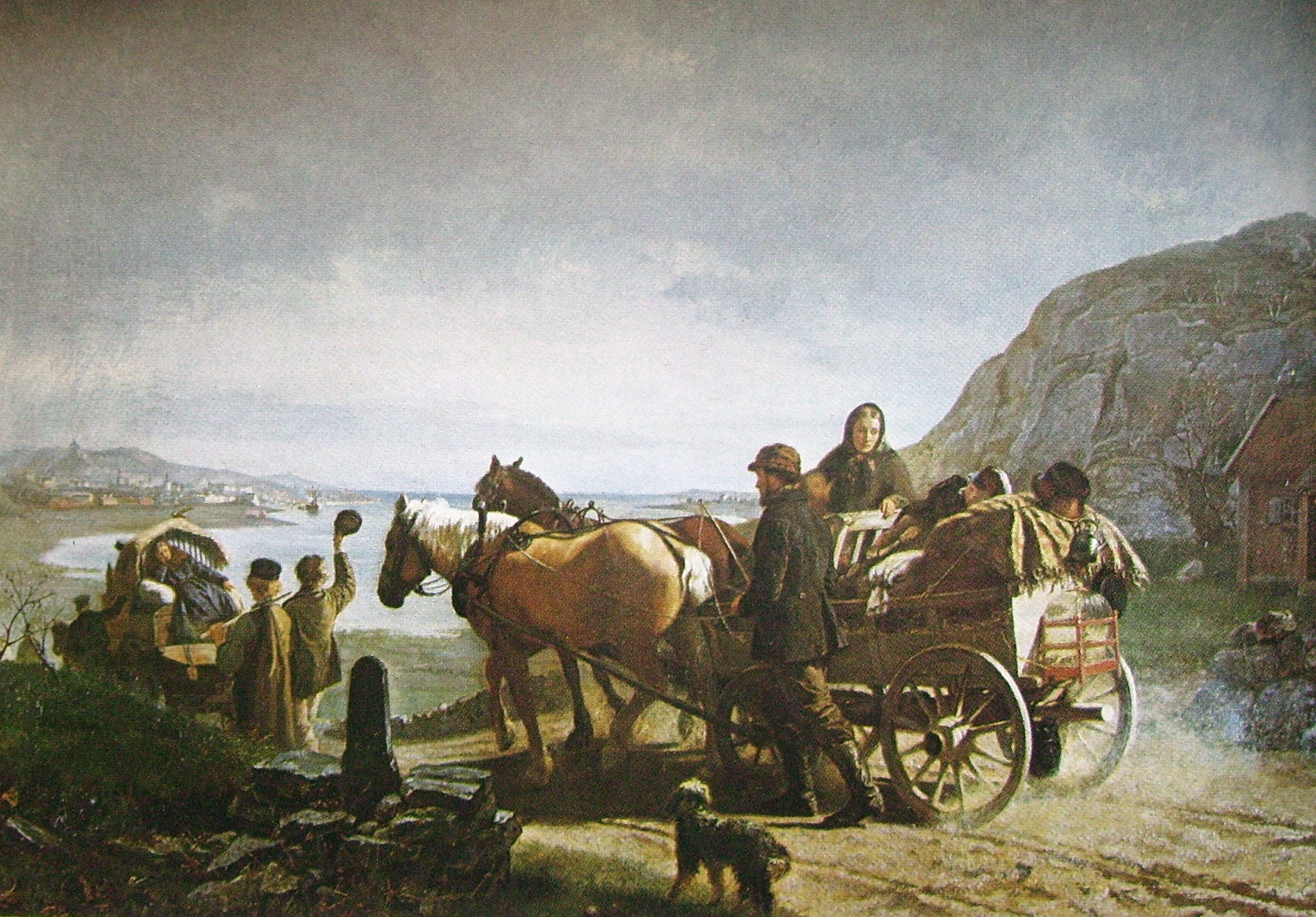
Emigración de Geskel Saloman.

## Arquitectura
El edificio del museo fue diseñado para la Exposición Conmemorativa de Gotemburgo (Jubileumsutställningen i Göteborg) en 1923 por el arquitecto Sigfrid Ericson (1879-1958). La ampliación este se agregó en 1966-1968, según diseño de Rune Falk (1926-2007).
El museo fue construido originalmente para celebrar el 300.º aniversario de la ciudad y representa el monumental estilo neoclásico en la arquitectura nórdica. Está construido con un ladrillo de color amarillo llamado "ladrillo de Gotemburgo" debido al uso frecuente de ese material en la ciudad. Los museos forman el imponente final de la calle principal de la ciudad, la Kungsportsavenyn.